# Drill (EP)
Drill är det brittiska bandet Radioheads debut-EP, utgiven 1992. Den är bandets första kommersiella utgivning.

## Låtlista
1. "Prove Yourself" (demo) - 2:32
2. "Stupid Car" (demo) - 2:25
3. "You" (demo) - 3:22
4. "Thinking About You" (demo) - 2:17

## Medverkande
- Thom Yorke - sång, gitarr
- Jonny Greenwood - gitarr
- Ed O'Brien - gitarr, bakgrundssång
- Colin Greenwood - elbas
- Phil Selway - trummor